# こむら返り
こむら返り（腓返り、こむらがえり、𤹝）とは、こむら（腓）、すなわち脹脛の筋肉である腓腹筋に起こる筋痙攣の総称で、いわゆる「（足が）攣る（つる）」と言われる状態のこと。腓腹筋痙攣。他にも指・首・肩などもこの症状と類似した状態になる場合がある。
中枢神経系の障害によるジストニア、痺れのテタニー、錯覚性の筋痙攣などとは区別される。

## 病態
筋肉の意識しない持続的な強直性収縮である筋の攣縮を示し、有痛性である。こむら返りを生じている筋は硬く収縮しており、局所の筋が硬く膨隆しているのがわかる。筋攣縮の持続は数秒から数分であることが多く、特に激しい運動の後や、水泳後、睡眠中に見られることが多い。特に睡眠中は眠気が吹き飛ぶほどの激痛が襲うものの、寝起きで早急に対処ができない為、起床後に脹脛の筋肉痛や寝不足が残ることがある。

## 原因
原因疾患が無い良性特発性の筋痙攣、運動中または運動直後に発生する運動に伴う筋痙攣は良性として扱われる。良性では無い筋痙攣は、何らかの薬剤の副作用、疾病や異常の症候として現れる事がある。
1. 薬剤
  - 副作用

アンジオテンシンII受容体拮抗薬、抗悪性腫瘍剤（シスプラチン）、利尿薬、コリンエステラーゼ阻害剤（ドネペジル）、β刺激作用を有する薬剤（気管支拡張薬や一部の交感神経β受容体遮断薬）、脂質降下薬、経口避妊薬、結核治療薬（ピラジナミド）、骨粗鬆症予防薬（ラロキシフェン）、骨粗鬆症治療薬、抗パーキンソン病薬、抗がん剤（ビンクリスチン）、芍薬甘草湯
（下記参照）、刺激性薬物（アンフェタミン、カフェイン、コカイン、エフェドリン、ニコチン、プソイドエフェドリン[3]
  - 離脱症候群

アルコール、バルビツール酸系薬剤、ベンゾジアゼピン系薬剤、催眠鎮静薬[3]
2. 症候
  - 脱水、電解質異常（カリウム、ナトリウム、マグネシウム）

熱中症、下痢、利尿剤、血液透析、糖尿病[注 1]。
  - 代謝性疾患

アルコール依存症、甲状腺機能低下症
3. 神経系障害
  - 末梢神経障害、神経叢障害、神経根障害、運動ニューロン疾患

## 鑑別疾患
- ジストニア[3]、テタニー[3]、錯覚性の筋痙攣[3]、マッカードル病、里吉病など

## 治療と予防
薬剤の副作用ならば原因薬剤の投与中止を検討する。何らかの疾患の症候として現れている場合は、原因疾患の治療が行われる。
筋痙攣予防を目的として処方される事のある薬剤（キニーネ、マグネシウム、ベンゾジアゼピン系薬剤）のほか、カルシウム補給を目的とした健康補助食品も推奨されない。コムレケアなどの名称で販売される芍薬甘草湯は、短期間ならば痙攣を減少させる事が報告されているが、30日以上の長期服用を行うと偽性アルドステロン症や低カリウム血症を発症させる可能性が報告されている。
2024年に被検者が310人のランダム化比較試験で、ビタミンK2のサプリメントが高齢者のこむら返りの症状を有意に軽減することが報告された

。
運動前後の軽いストレッチ体操。運動・発汗後に水分と電解質（ナトリウムとカリウムを含む）を補給する。
腓腹筋の痙攣は膝の屈伸、足趾の伸展などにより緩まる。したがって、こむら返りが発生したら、爪先立ちのまましゃがむ、該当の足の親指を脛の方向に引っ張るといったやりかたで、ある程度回復する。軽いマッサージ、温浴（足浴）、蒸しタオルで患部を温める、といったことも症状改善に役立つ。